# 고딕 로리타

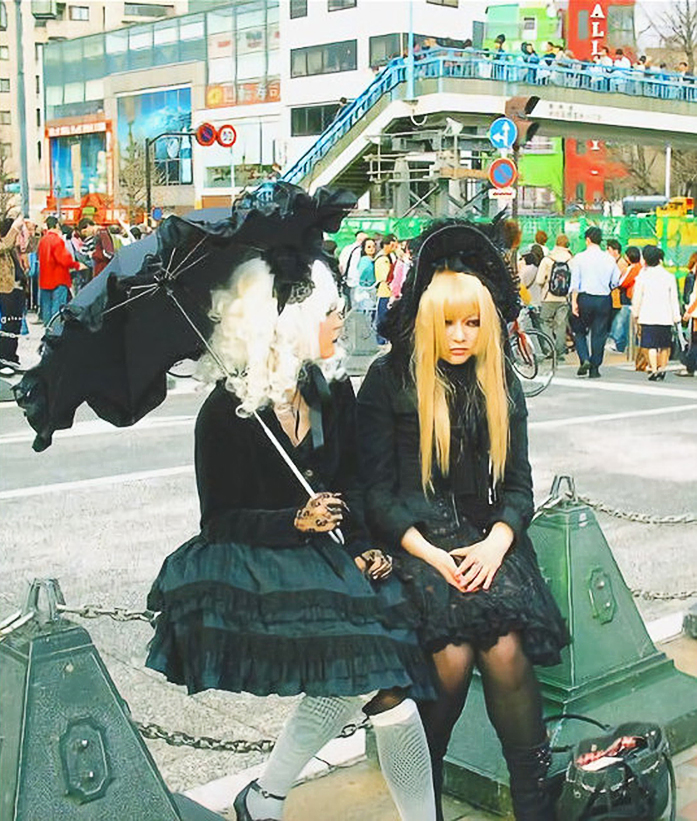
고딕 로리타 패션의 예시(2007년 도쿄도 시부야구 하라주쿠)

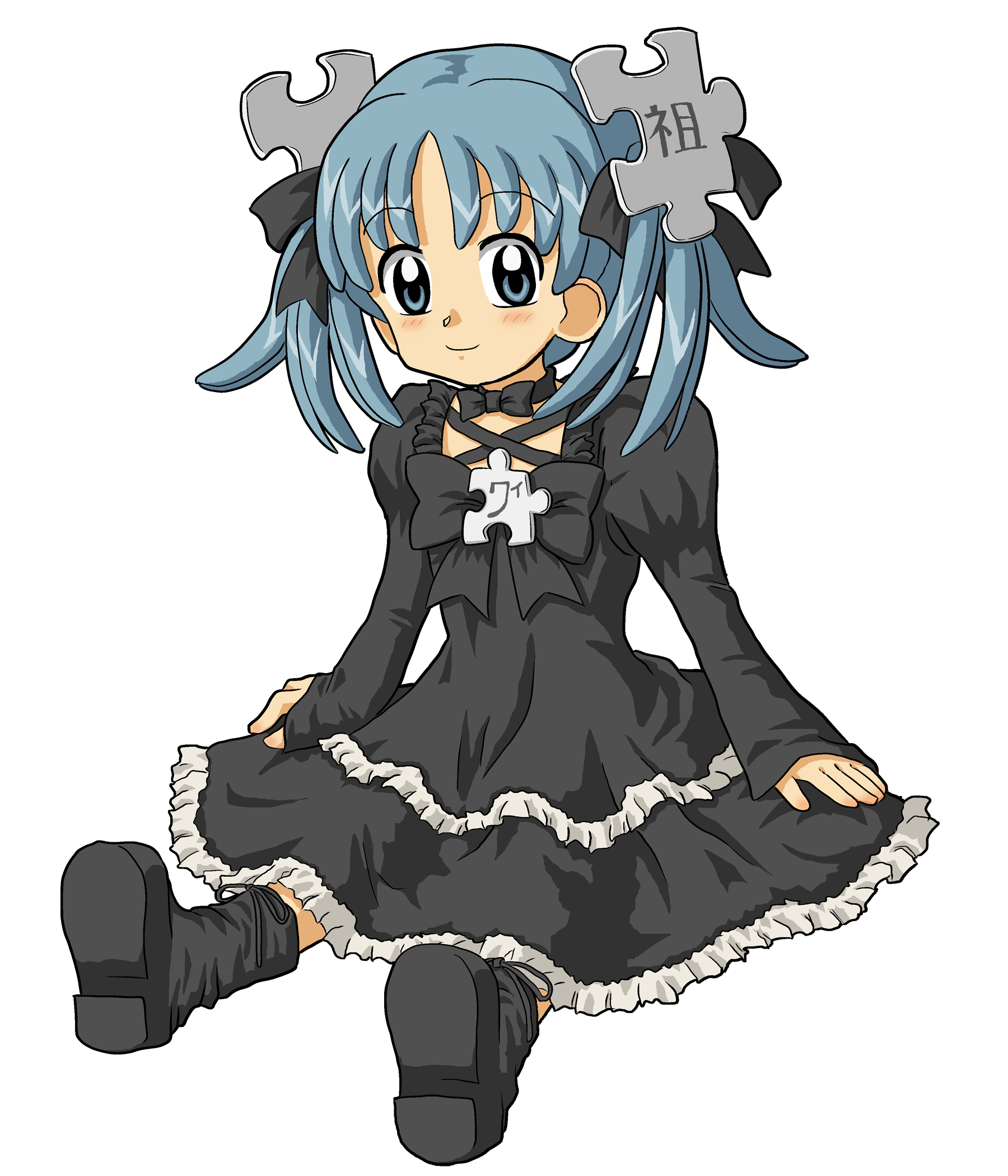
고딕 롤리타 복장의 위키페탄

고딕 로리타(Gothic Lolita)는 본래 다른 요소인 고딕풍과 로리타 패션의 요소를 묶은 일본의 패션 스타일 또는 그러한 하위 문화를 말한다. 흔히 고스로리(일본어: ゴスロリ←GothLoli)라고 줄여 부른다. 2000년에 고딕&로리타에 특화된 잡지 〈고딕＆로리타 바이블〉이 창간되었고, '고스로리'라는 줄임말을 사용하기 시작한 것도 그 독자들 사이에서부터라고 알려져 있다.
고딕 로리타는 서양의 로코코 스타일처럼 중세에서 근세에 이르는 귀부인처럼 환상적인 치장을 하는 점이 특징으로, 길거리 패션이면서도 서구 귀족의 전통이나 문화를 이어간다는 점이 독특하다.

## 같이 보기
- 로리타 패션